# 下野国分寺跡

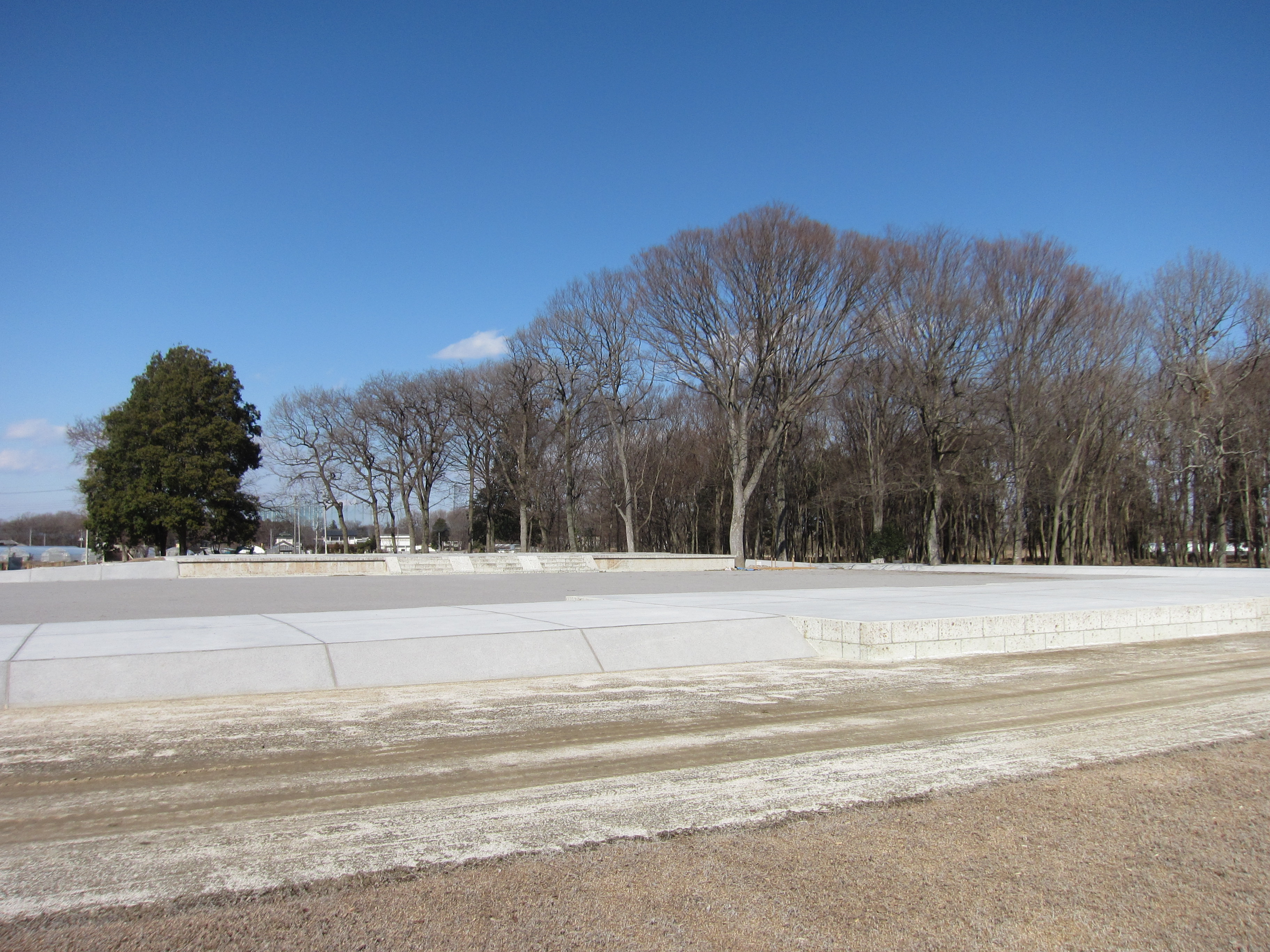
下野国分寺跡（国の史跡）

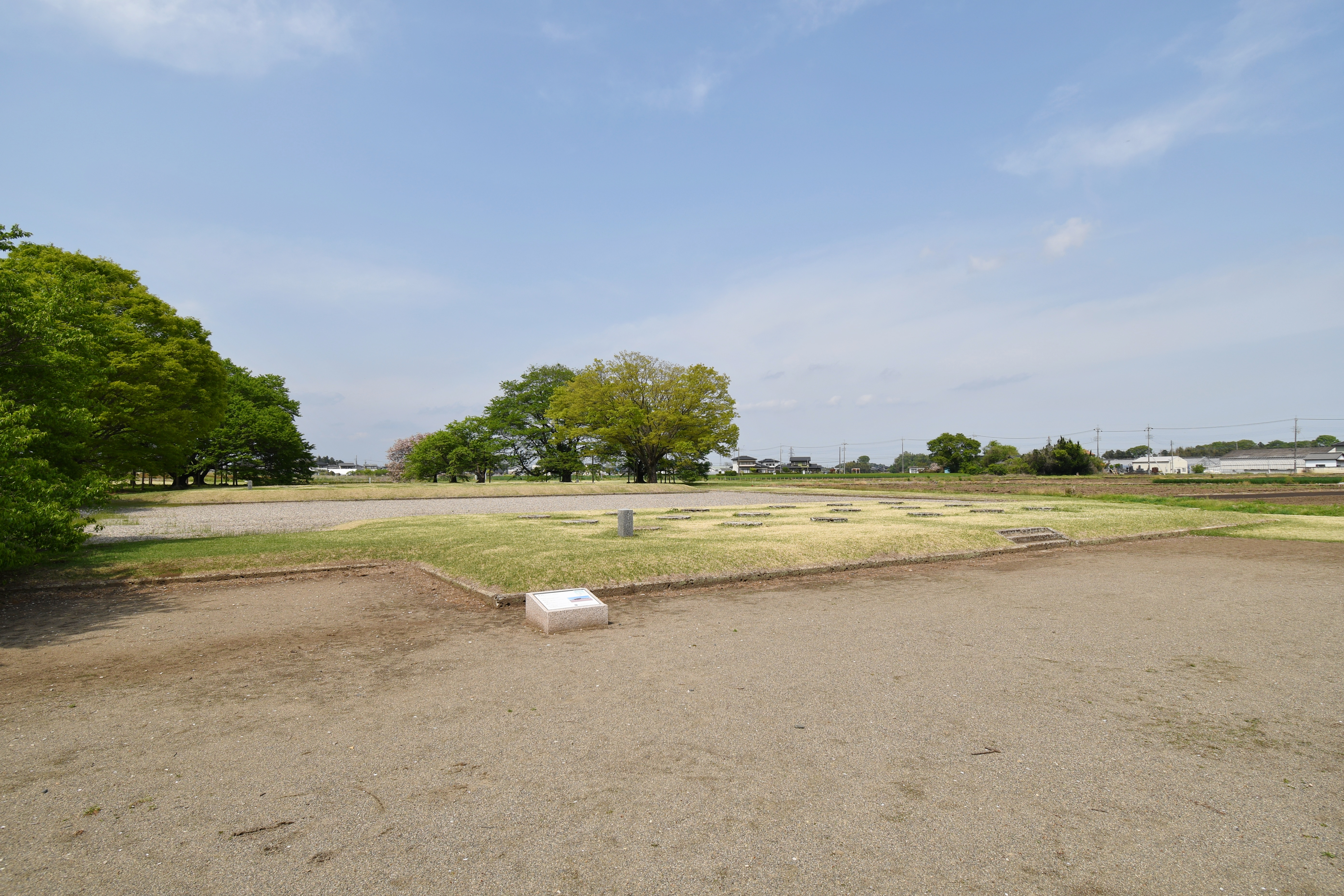
下野国分尼寺跡（国の史跡）

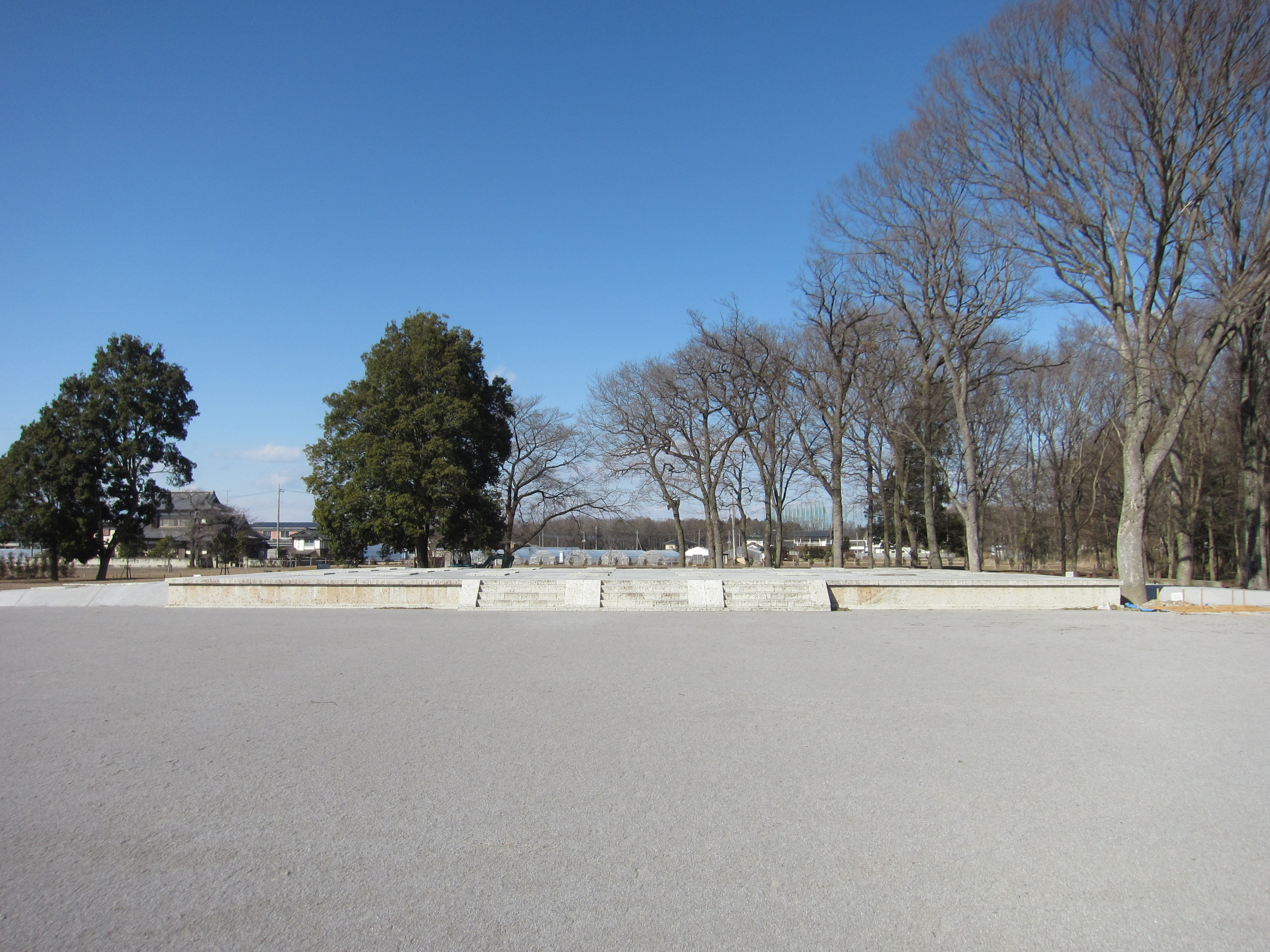
金堂跡
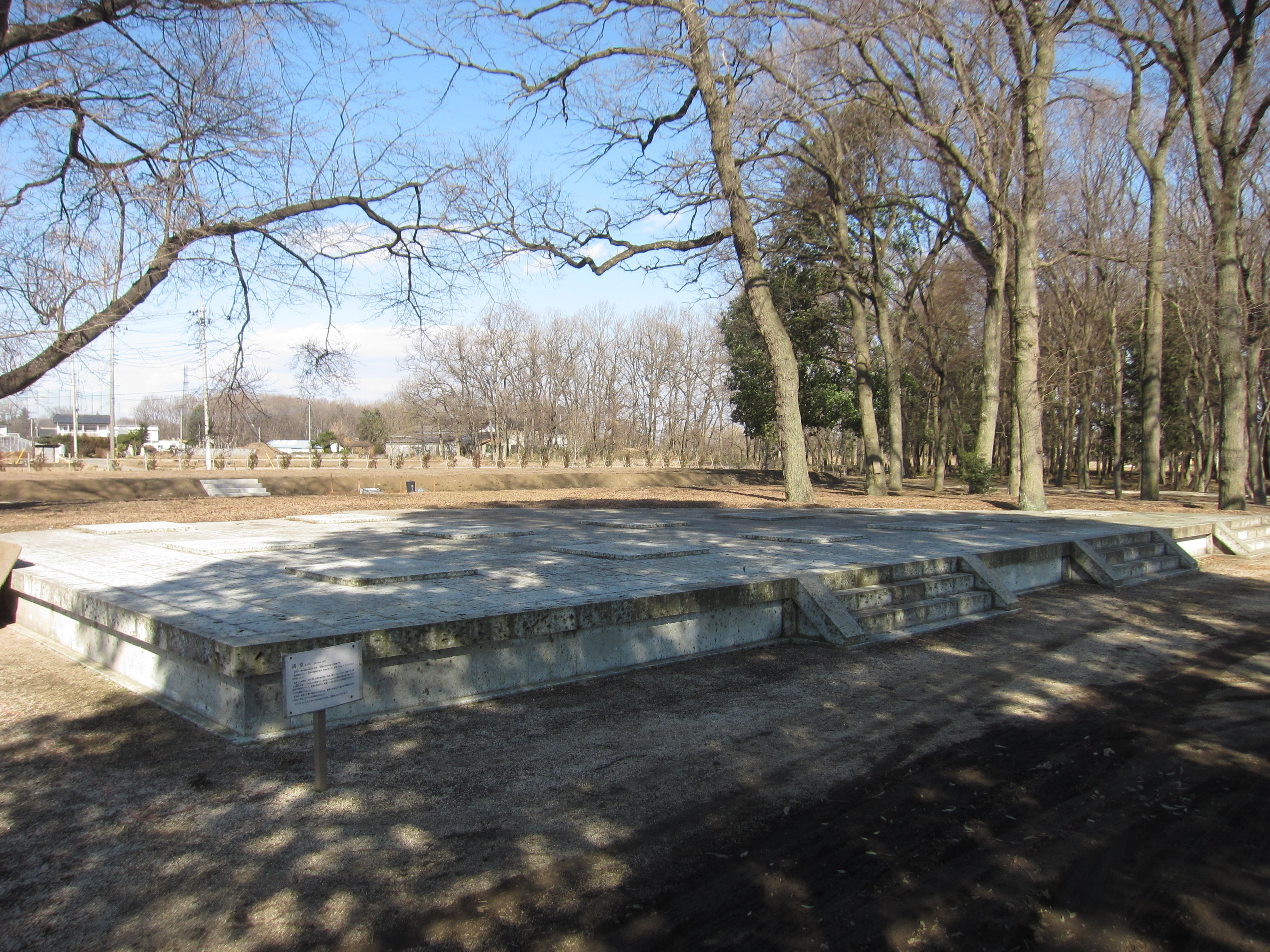
講堂跡
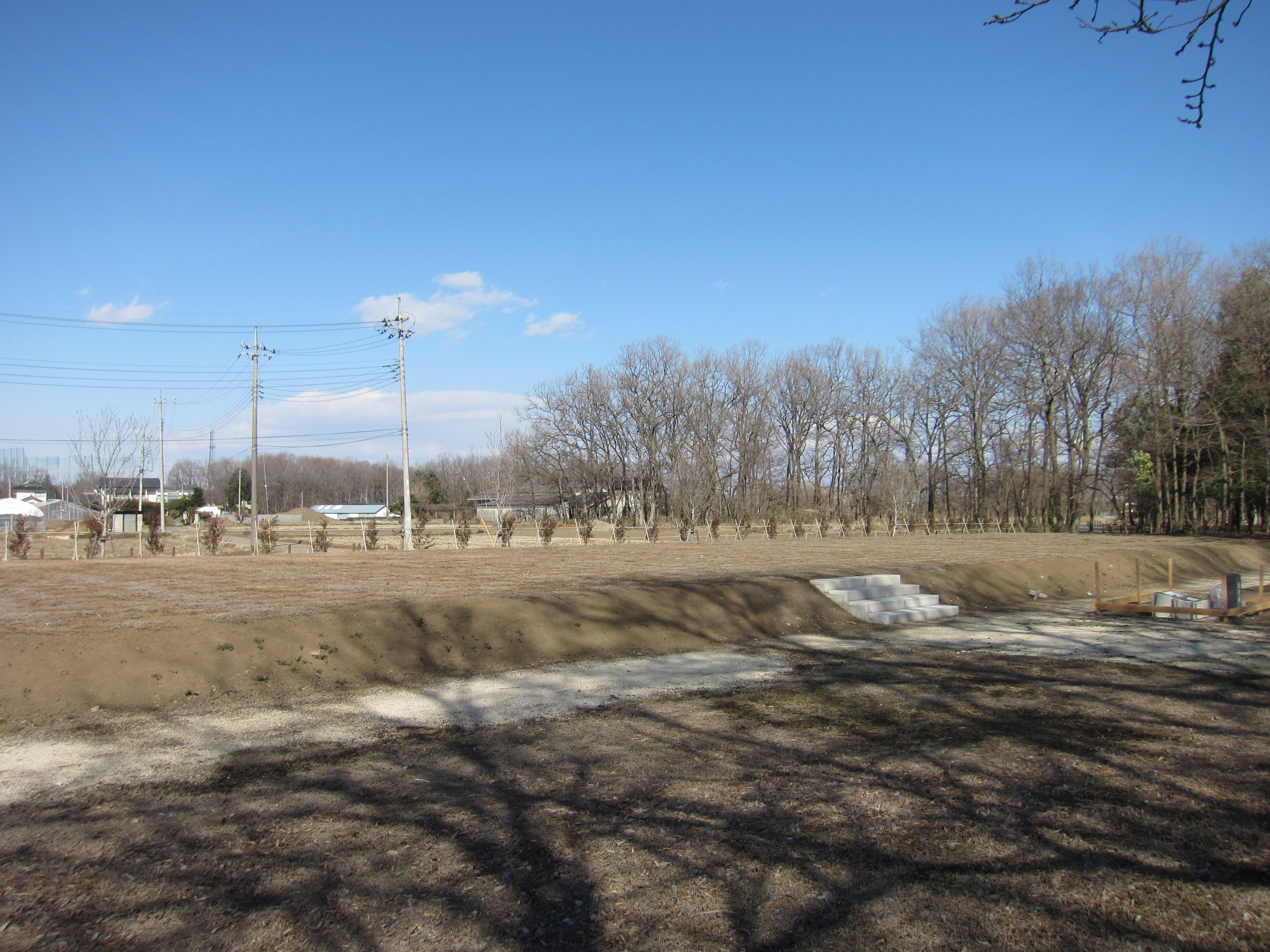
僧房跡
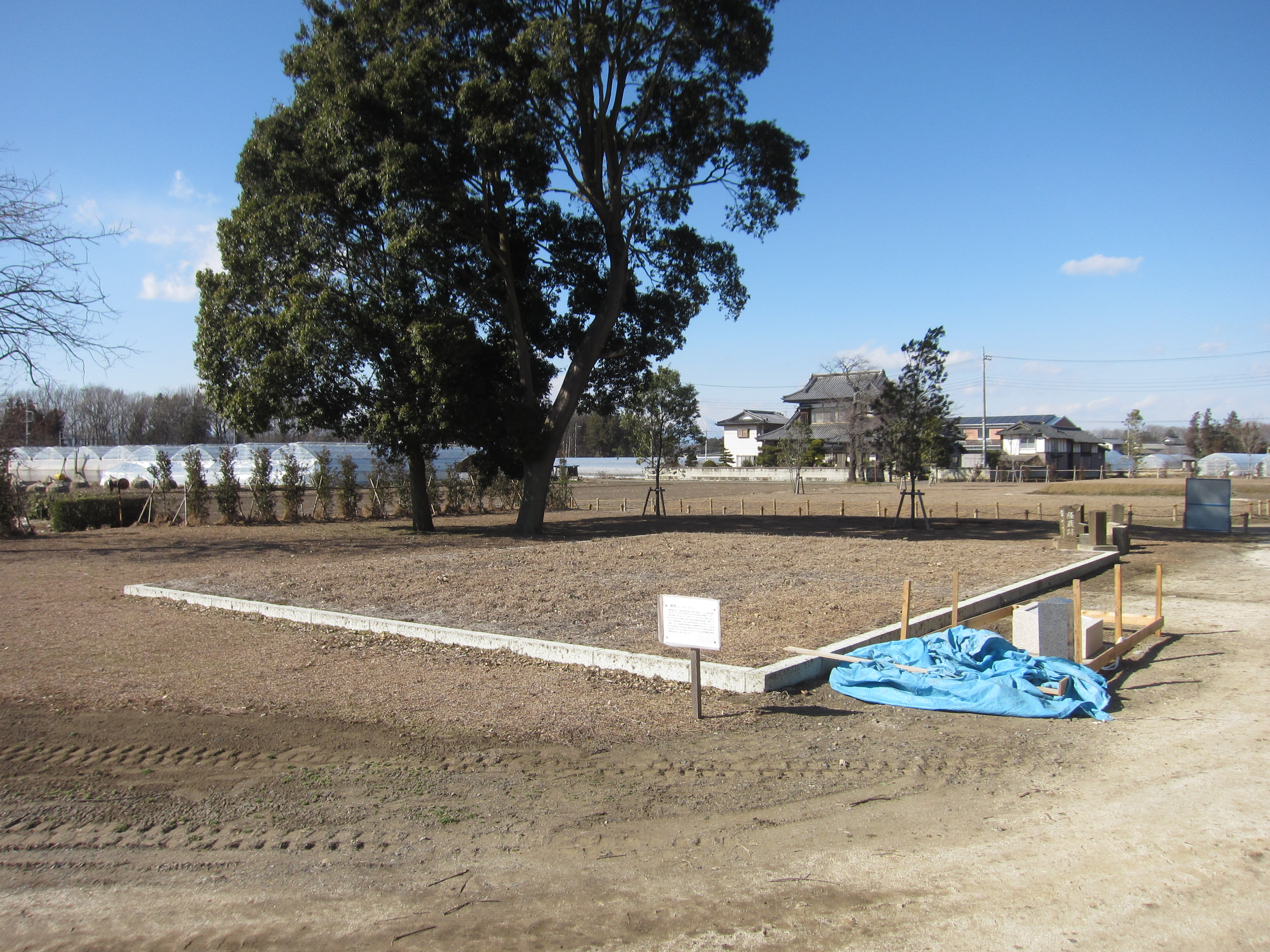
鐘楼跡
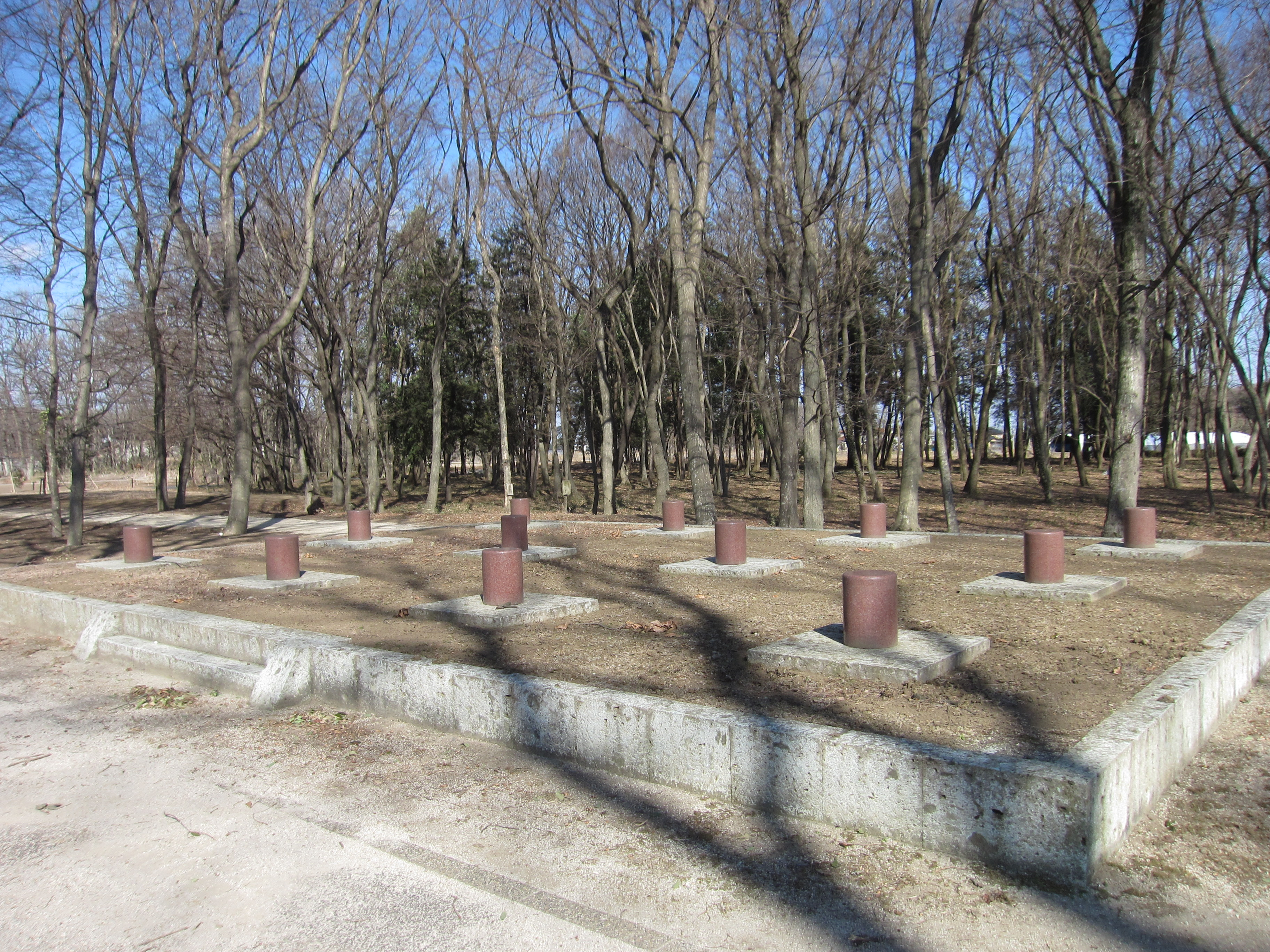
経蔵跡
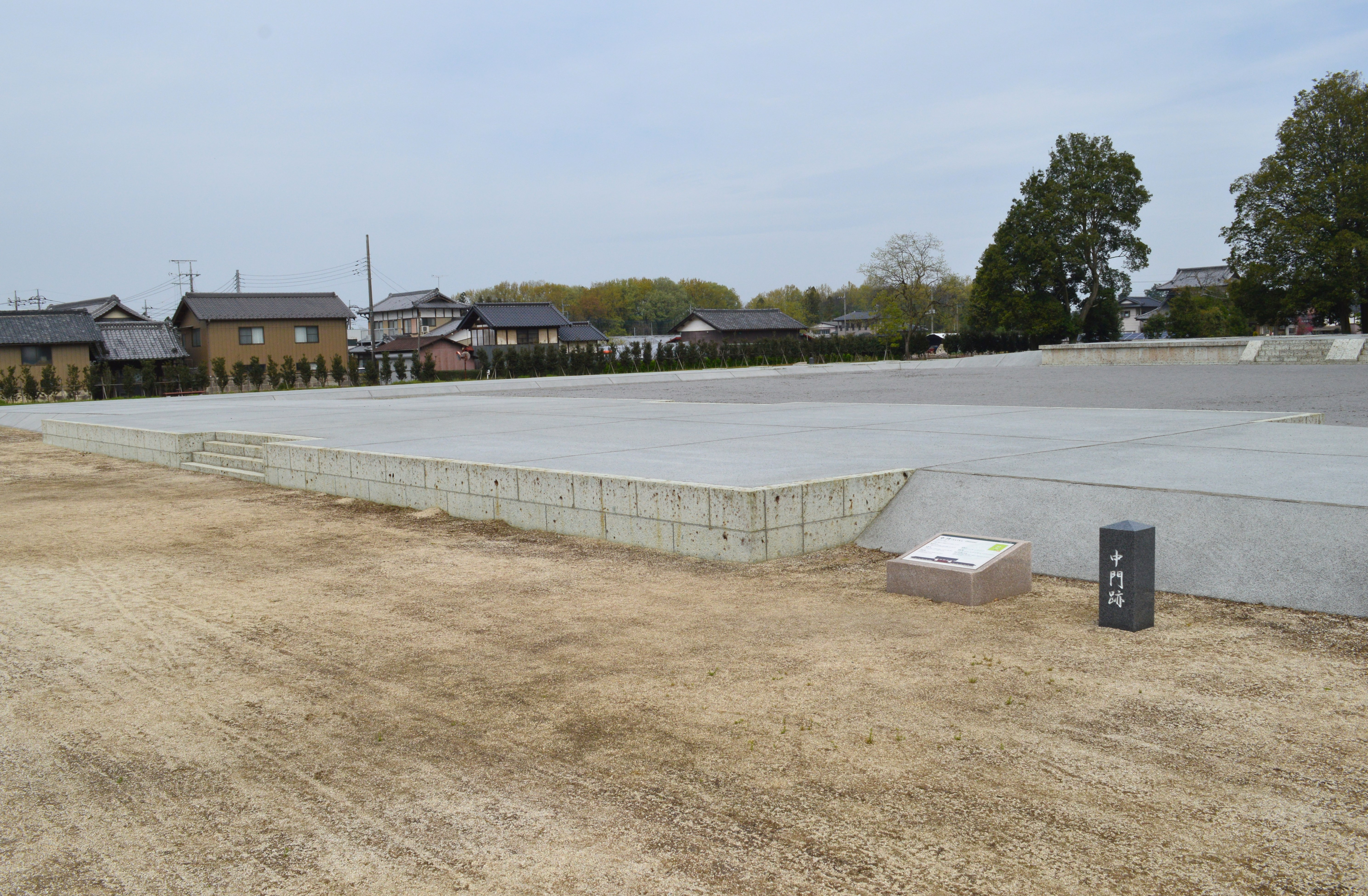
中門跡
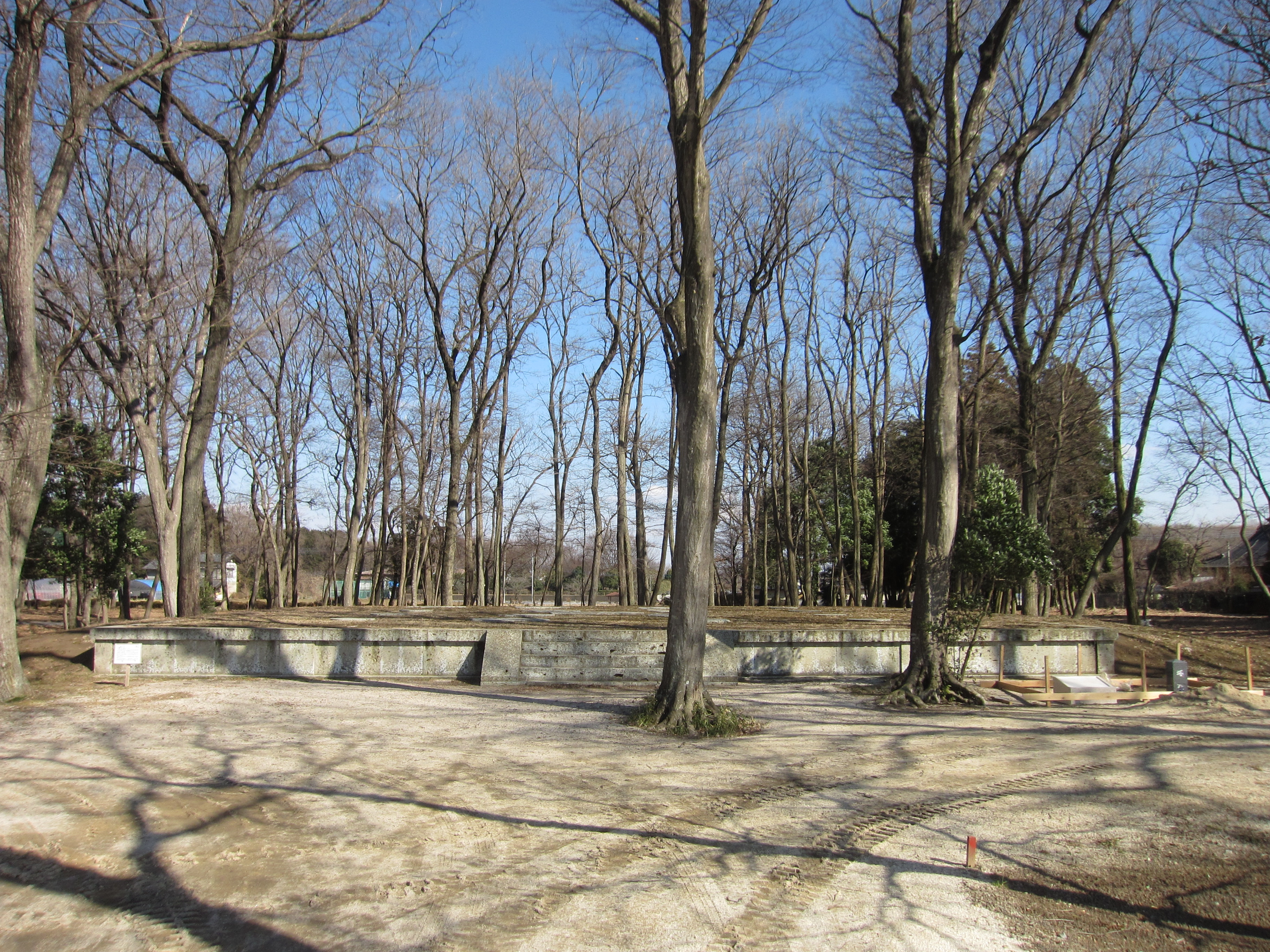
塔跡
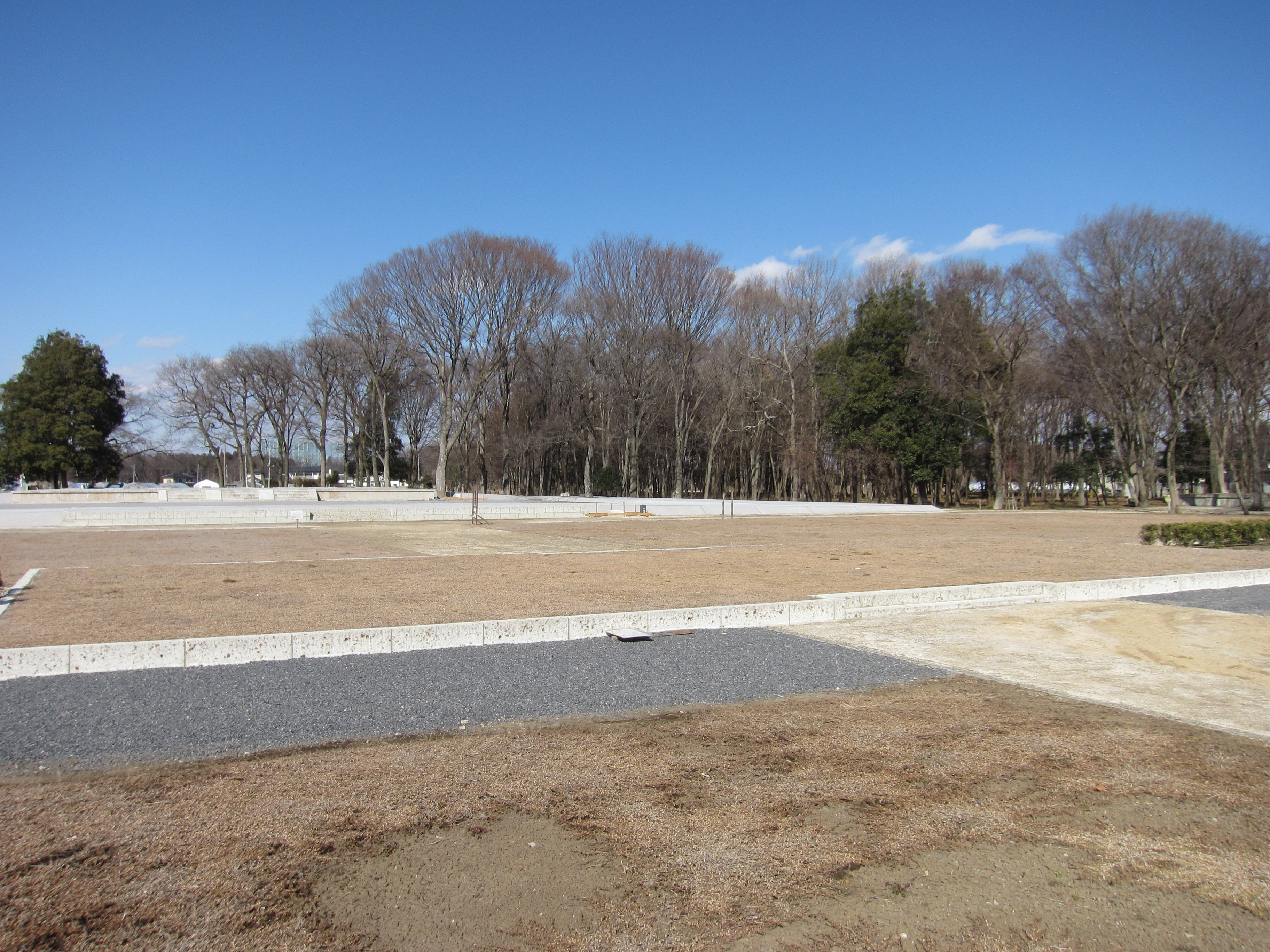
南大門跡
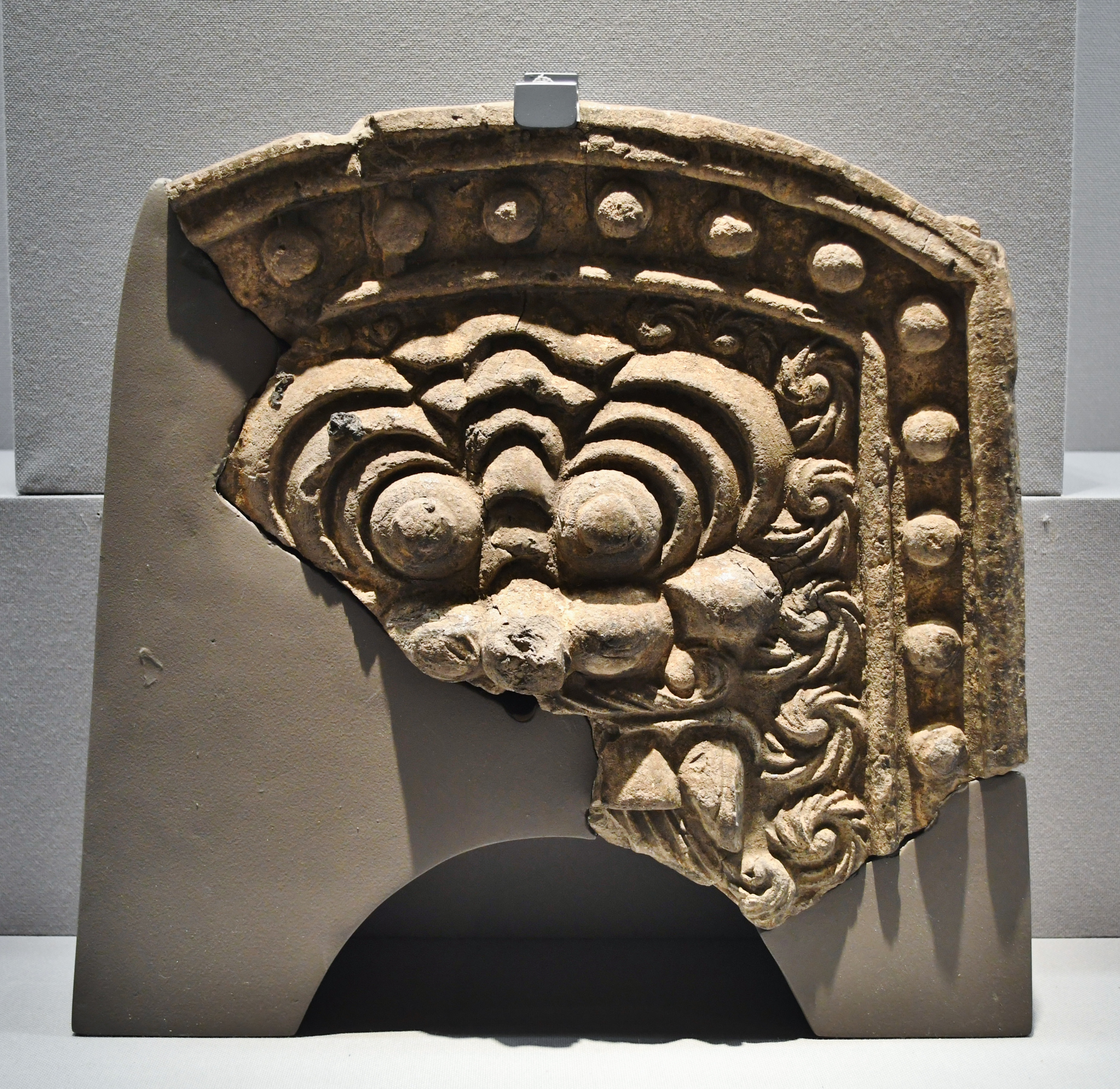
鬼面文鬼瓦 東京国立博物館展示。
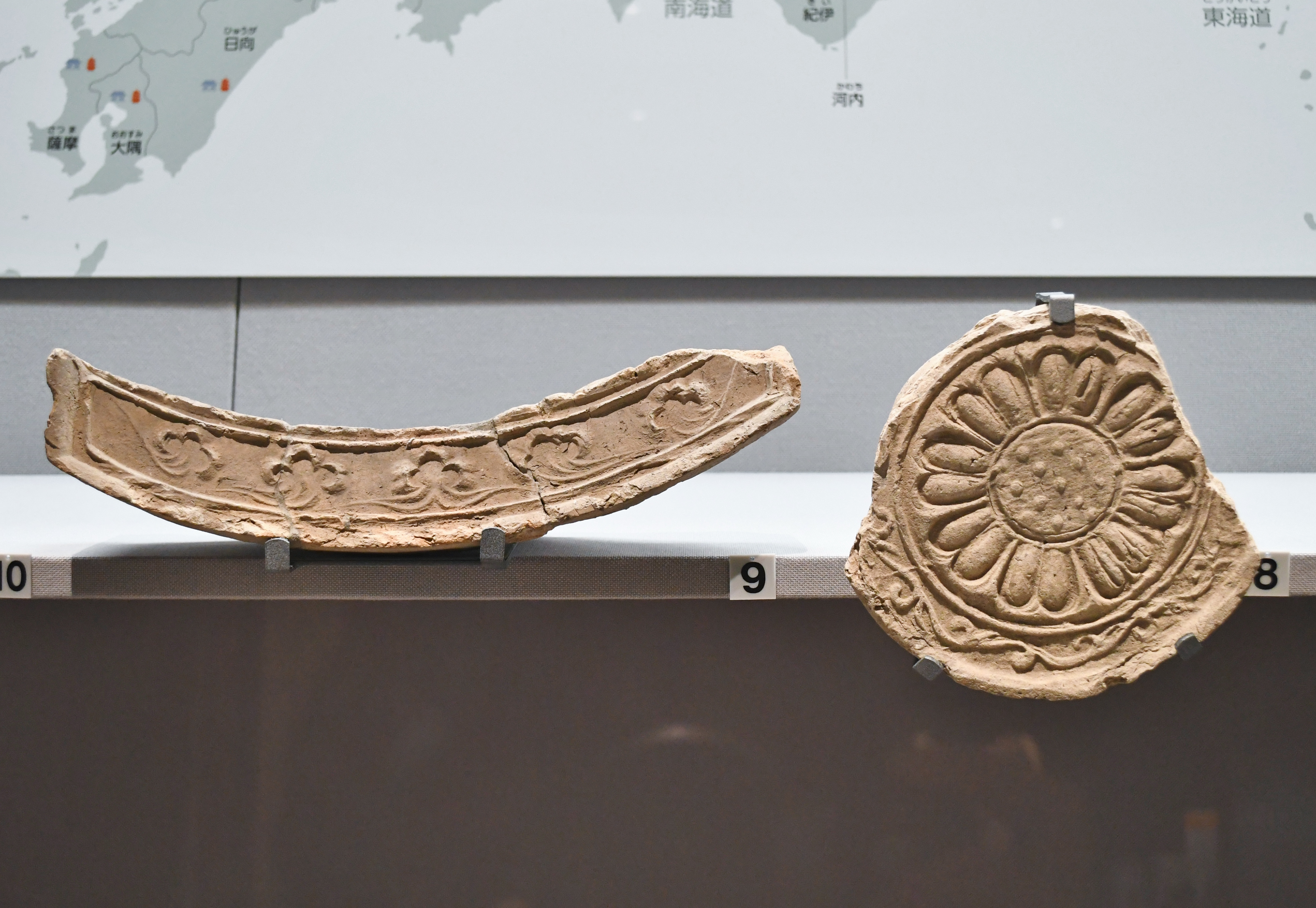
軒瓦 東京国立博物館展示。

下野国分寺跡（しもつけこくぶんじあと）は、栃木県下野市にある古代寺院跡。国の史跡に指定されている。
奈良時代に聖武天皇の詔により日本各地に建立された国分寺のうち、下野国国分寺の寺院跡にあたる。現在は整備され、史跡公園となっている。
本項では同じく国の史跡である下野国分尼寺跡についても解説する。現寺院については下野国分寺を参照。

## 概要
下野市西部、姿川と思川に挟まれた台地上に残る寺院跡である。思川の対岸には下野国庁跡も残っている。一帯は栃木県内最大級の前方後円墳である吾妻古墳・琵琶塚古墳・摩利支天塚古墳が残るように、古代から下毛野氏の本拠地として先進地帯であった。
国分寺・国分尼寺跡は600メートルほどの距離で東西に並んで発掘されており、現在は下野市天平の丘公園として整備されている（風土記の丘）。公園には日本三大桜（神代桜・淡墨桜・三春滝桜）と石割桜の子孫樹や各種ヤエザクラなどの多品種のサクラが植栽されており、春の開花時期は大勢の花見客でにぎわう。
また、史跡周辺はコナラやクヌギ、ケヤキなどを主とする北関東を代表する平地林となっており、栃木県により国分寺緑地環境保全地域に指定されている。

## 下野国分寺跡
寺域は南北457メートル・東西413メートル。伽藍は奈良東大寺同様の東大寺式伽藍配置で、南大門・中門・金堂・講堂が南北一直線上に並び、中門と金堂は回廊で接続している。塔は回廊の外側東方に設けられ、その基壇の大きさから七重塔であったと推定されている。そのほか、金堂・講堂の間の東西には鐘楼、経蔵が設けられていた。
発掘調査の結果、1期から5期に区分されている。
- 1期：8世紀中葉 - 創建期。塔・金堂などが造営される。
- 2期：8世紀後半から9世紀前半代 - 主要堂塔が完成。伽藍地は掘立柱塀で囲まれる。
- 3期：9世紀後半代 - 改修期。伽藍地は縮小され掘立柱塀は築地塀に建て替えられる。
- 4期：10世紀以降 - 衰退期。主要堂塔の補修・溝の掘り直しが行われなくなる。

終焉は不明ながら、発掘の結果からは11世紀-12世紀代まで法灯が伝承されたと見られている。
各伽藍の詳細は次の通り。
金堂
基壇は南北21メートル、東西33.6メートル。建物は南北13.8メートル（4間）、東西25.8メートル（7間）。
講堂
基壇は南北16.2メートル、東西24.6メートル。建物は南北12.6メートル（4間）、東西21メートル（7間）。
僧房
鐘楼
基壇は南北12メートル、東西9メートル。建物は南北9メートル（3間）、東西6メートル（2間）。
経蔵
基壇は南北12メートル、東西9メートル。建物は南北9メートル（3間）、東西6メートル（2間）。
中門
基壇は南北10.2メートル、東西22.8メートル。建物は南北2間、東西5間。
塔
基壇は南北・東西18メートル。建物は南北・東西3間。高さ60メートルを超える七重塔と推定。風土記の丘資料館内に復元予想模型が展示されている。
南大門
- 金堂跡
- 講堂跡
- 僧房跡
- 鐘楼跡
- 経蔵跡
- 中門跡
- 塔跡
- 南大門跡
- 鬼面文鬼瓦
東京国立博物館展示。
- 軒瓦
東京国立博物館展示。

## 下野国分尼寺跡
下野国分寺跡の東方約600メートルに位置する。寺域は南北約270メートル・東西約145メートルで、その東側に南北約211メートル・東西約52メートルの張り出し部分が存在する。伽藍配置は国分寺同様に東大寺式であるが、塔は建てられなかった。

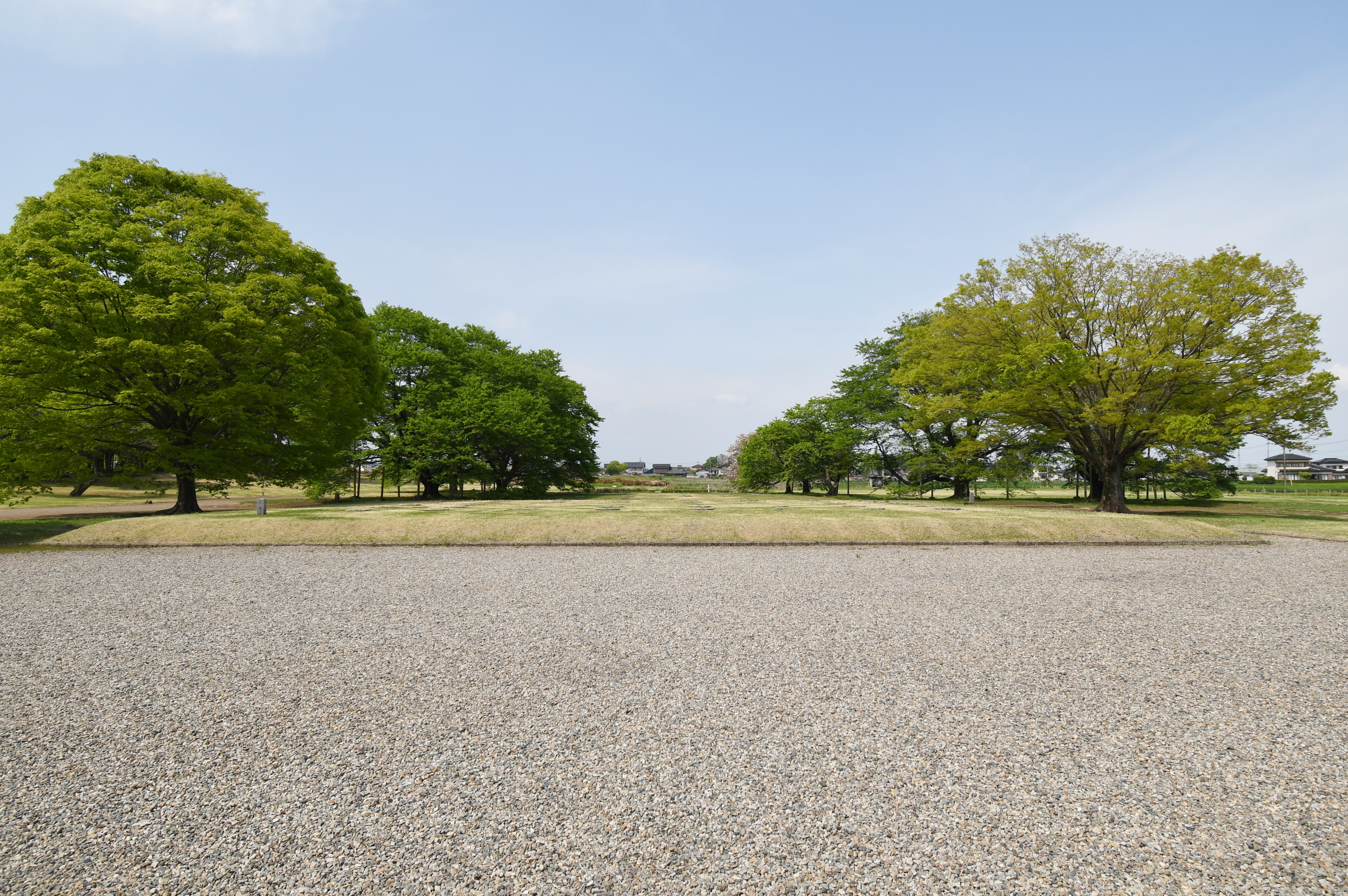
金堂跡
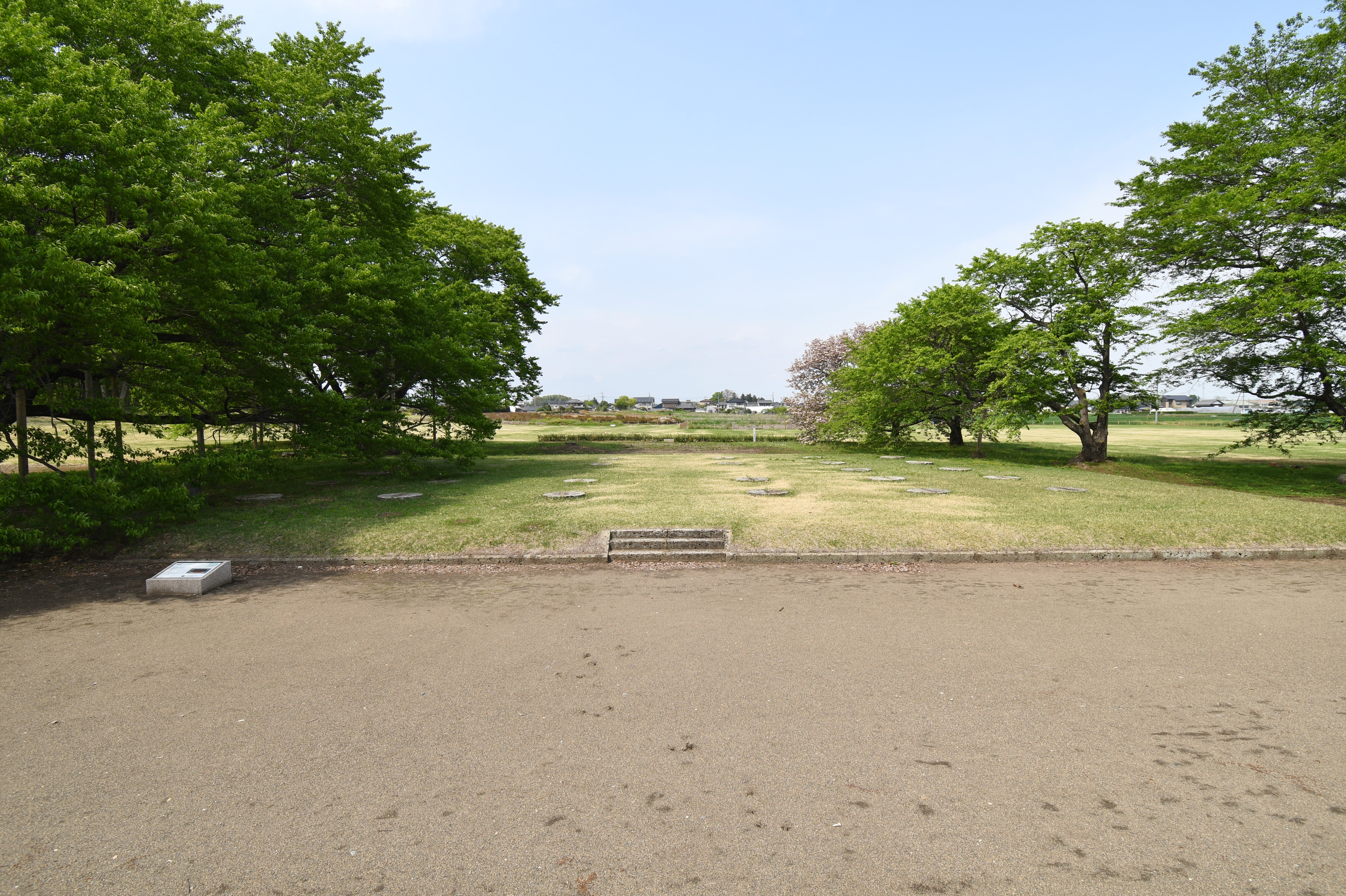
講堂跡
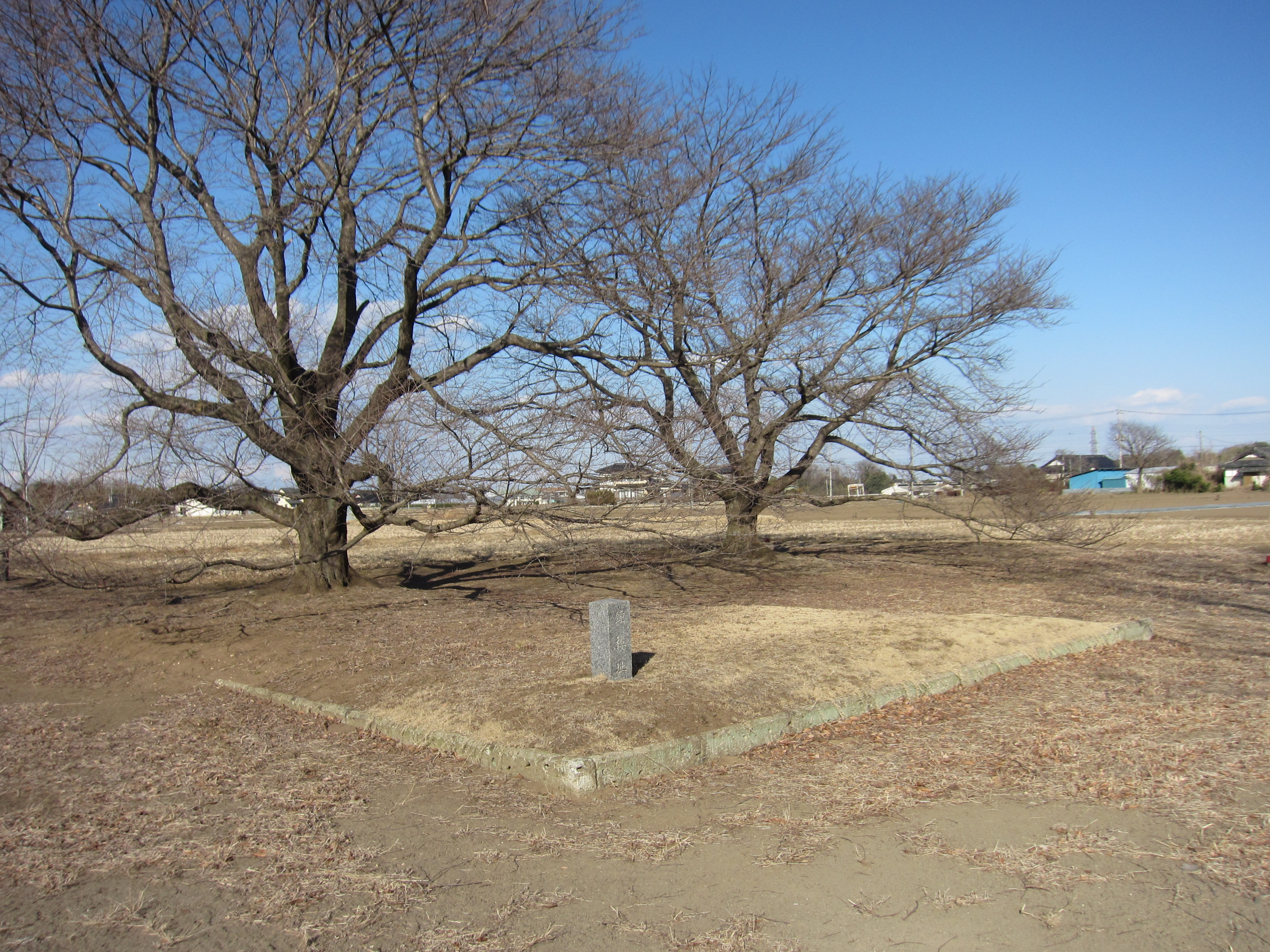
鐘楼跡
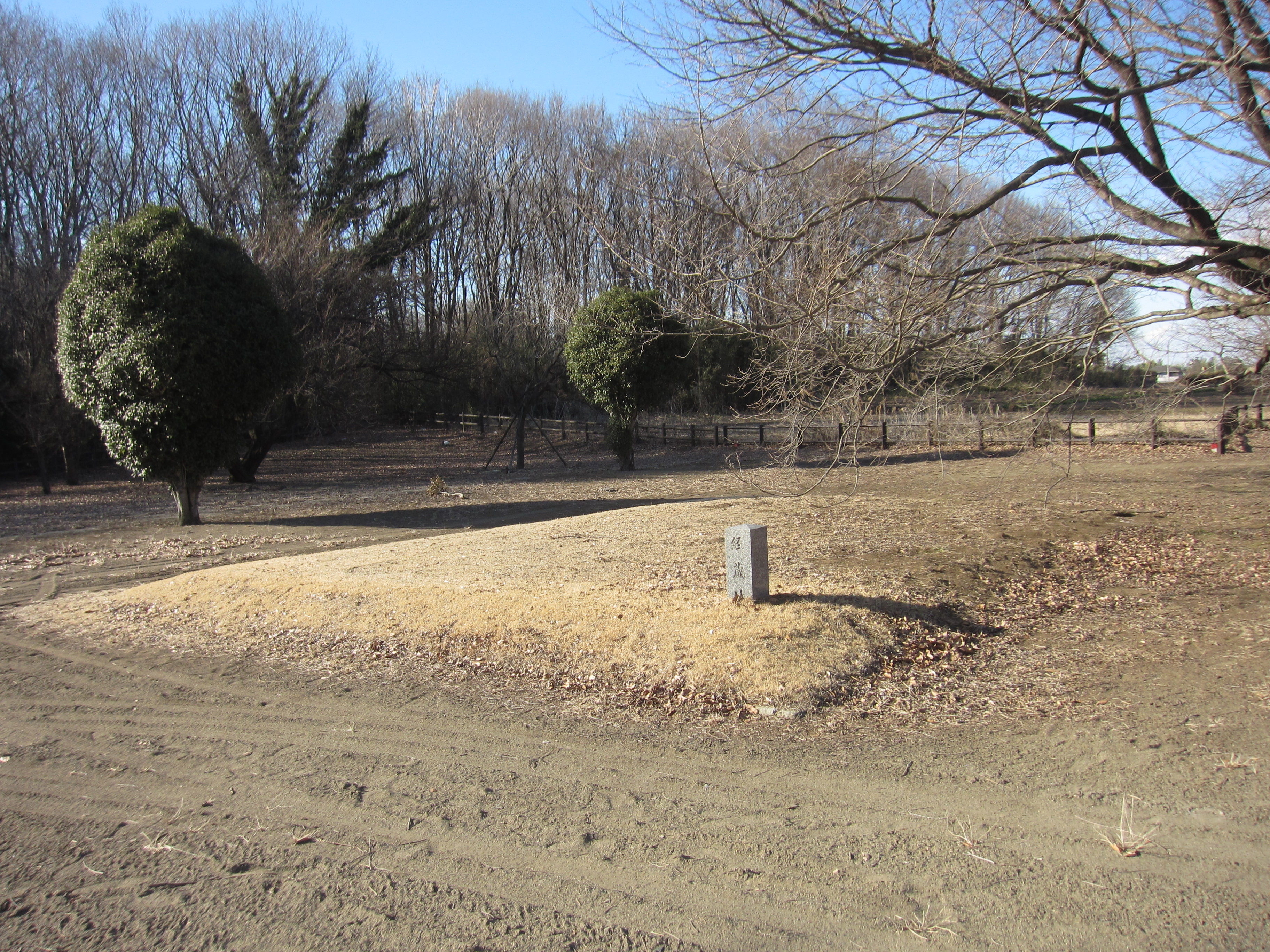
経蔵跡
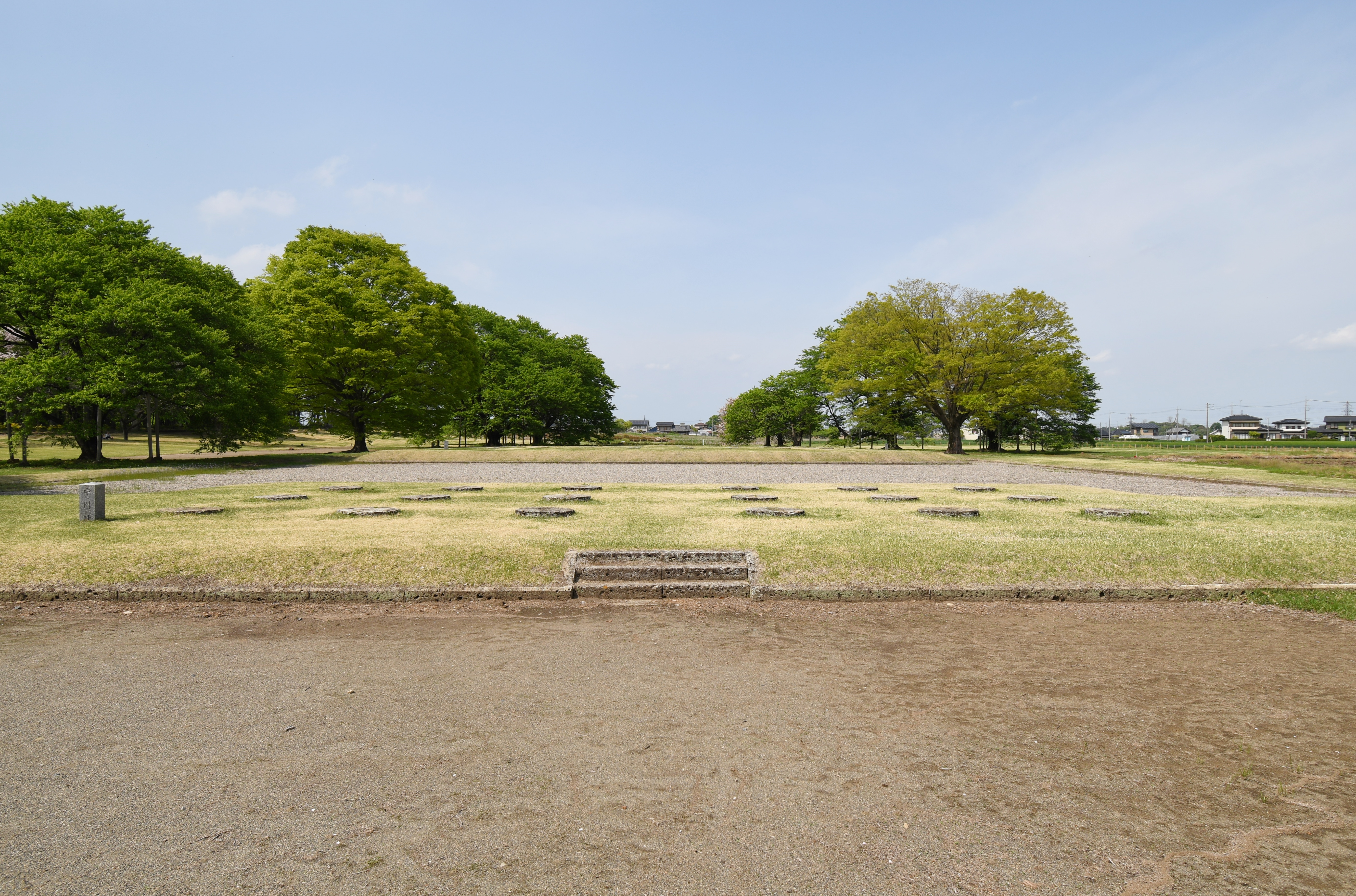
中門跡

## 文化財

### 国の史跡
- 下野国分寺跡 - 大正10年3月3日指定、平成17年3月2日に史跡範囲を追加指定、平成27年3月10日に史跡範囲を追加指定[5]。
- 下野国分尼寺跡 - 昭和40年4月9日指定、昭和52年7月28日に史跡範囲を追加指定[6]。

## 現地情報
所在地
- 国分寺跡：栃木県下野市国分寺（北緯36度23分06.21秒 東経139度48分21.95秒 / 北緯36.3850583度 東経139.8060972度座標: 北緯36度23分06.21秒 東経139度48分21.95秒 / 北緯36.3850583度 東経139.8060972度）
- 国分尼寺跡：栃木県下野市国分寺（北緯36度23分06.98秒 東経139度48分44.73秒 / 北緯36.3852722度 東経139.8124250度）

関連施設
- 栃木県立しもつけ風土記の丘資料館
  - 入館料：一般100円、高校生・大学生50円
  - 開館時間：午前9時-午後5時（入館は午後4時30分まで）
  - 休館日：月曜日（祝日・県民の日は開館）、祝日の翌日（土・日は開館）、年末年始

交通アクセス
- 鉄道：東日本旅客鉄道（JR東日本）宇都宮線（東北本線） 小金井駅 - 約3.5km

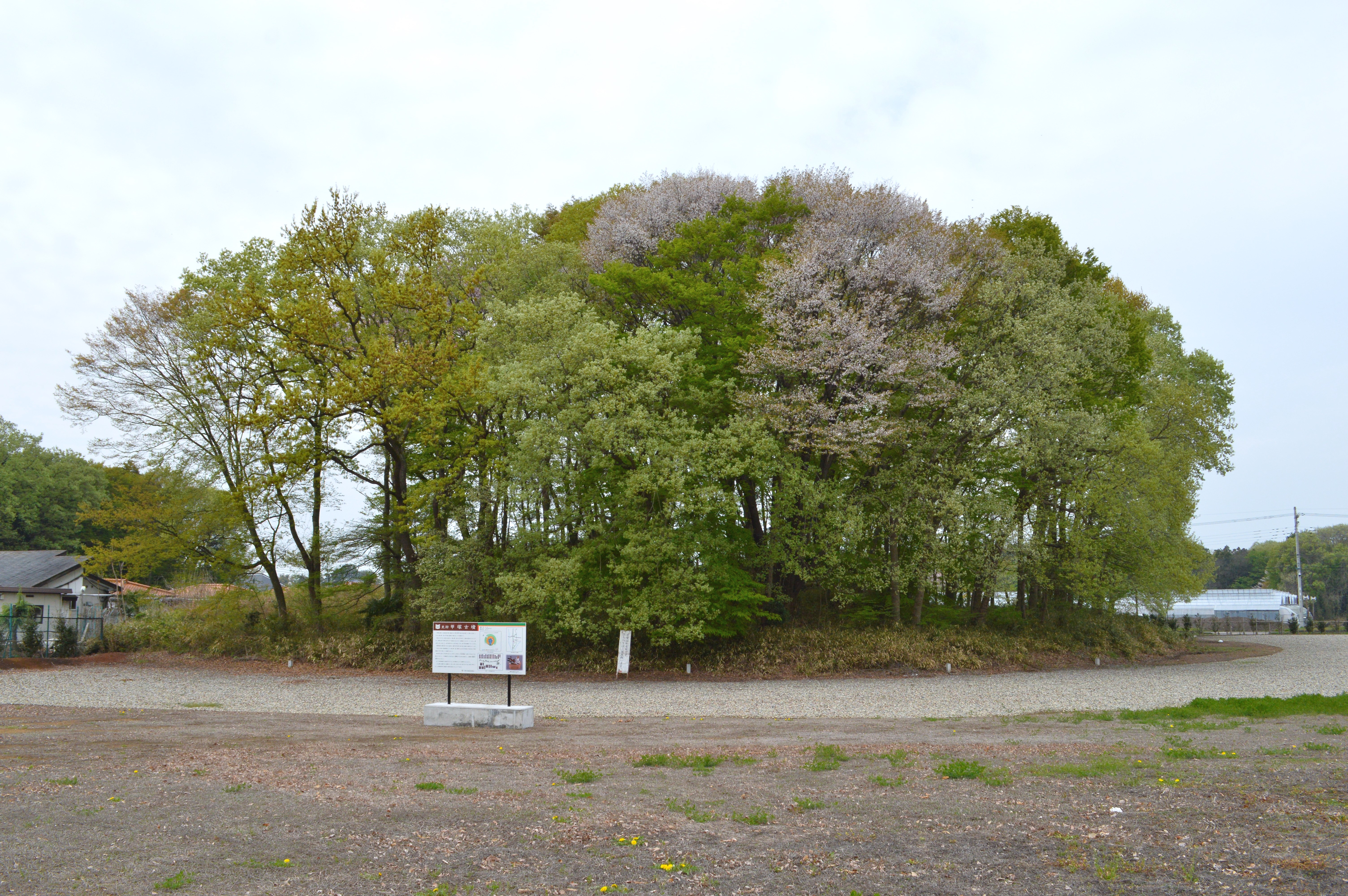
甲塚古墳国分寺跡に隣接して残る古墳。

  - 駅前にレンタサイクルあり

周辺
- 下野国分寺（北緯36度23分26.56秒 東経139度48分53.48秒 / 北緯36.3907111度 東経139.8148556度） - 後継寺院。
- 国分古墳群 - 甲塚古墳、山王塚古墳、愛宕神社古墳、丸塚古墳など。
- 下野国庁跡（北緯36度22分47.71秒 東経139度47分06.64秒 / 北緯36.3799194度 東経139.7851778度）